# Tétra-empereur
Nematobrycon palmeri
Espèce
Synonymes
Le Tétra-empereur (Nematobrycon palmeri) est une espèce de poissons d'eau douce de la famille des Characidés originaire d'Amérique du Sud.
C'est un poisson populaire en aquariophilie.
Le tétra empereur possède un corps assez haut et comprimé latéralement. Sa couleur de base est brunâtre, une belle raie irisée bleu nuit sépare le corps de l'opercule à la caudale. Le haut du corps est rosé et le ventre blanc. Les nageoires sont transparentes et jaune citron aux extrémités.

## Nourriture
En aquarium, le Tétra-empereur mange des paillettes et des granulés traditionnels. Les nourritures fraiches comme les artémias et les vers de vase sont vivement conseillées.